# Drużynowe otwarte mistrzostwa Europy kobiet w brydżu sportowym
Drużynowe Otwarte Mistrzostwa Europy Kobiet w brydżu sportowym (European Open Bridge Championships - Women) - zawody brydżowe teamów w kategorii kobiet w których startować mogą zawodniczki ze wszystkich krajów (nie tylko europejskich) bez ograniczenia liczby zawodniczek z jednego kraju. Drużynowe Otwarte Mistrzostwa Europy Kobiet wchodzą w skład  Otwartych mistrzostw Europy odbywające się w latach nieparzystych. W latach parzystych odbywają się Drużynowe mistrzostwa Europy.  Zawody zostały wpisane do kalendarza EBL od roku 2003 dzięki staraniom ówczesnego Prezydenta EBL Gianarrigo Rona.

## Formuła zawodów
- W Drużynowych Otwartych Mistrzostwach Europy Kobiet w brydżu sportowym  może wziąć udział dowolna liczba drużyn (teamów);
- W drużynie mogą występować zawodniczki z różnych krajów (nie tylko europejskich);
- Nie ma ograniczenia na liczbę zawodniczek z jednego kraju;
- W pierwszej fazie drużyny rozgrywają mecze każdy z każdym w grupach;
- Najlepsze zespoły każdej grupy awansują do fazy pucharowej - ćwierćfinały, półfinały i finał;
- Zwycięzcy zawodów otrzymują złoty medal oraz tytuł Mistrza Europy;
- Drużyna, która przegrała w finale otrzymuje srebrny medal;
- W niektórych zawodach (5) był rozgrywany mecz o 3. miejsce. W pozostałych zawodach brązowe medale przyznano dwóm drużynom, które przegrały w półfinałach.

## Podsumowanie medalowe
Poniższa tabela pokazuje zdobycze medalowe poszczególnych krajów. Jeśli w drużynie, która zdobyła medal były zawodniczki z kilku krajów, to każdemu z krajów zostaje przyznany medal - bez względu na liczbę zawodniczek z danego kraju w drużynie.
Po najechaniu kursorem nad liczbę medali wyświetli się wykaz zawodów (następna tabela), na których te medale zostały zdobyte.
| Drużynowe Otwarte Mistrzostwa Europy. Kobiety. Podsumowanie medalowe. (stan na: 27 czerwca 2013, edycje 1..6) | Drużynowe Otwarte Mistrzostwa Europy. Kobiety. Podsumowanie medalowe. (stan na: 27 czerwca 2013, edycje 1..6) | Drużynowe Otwarte Mistrzostwa Europy. Kobiety. Podsumowanie medalowe. (stan na: 27 czerwca 2013, edycje 1..6) | Drużynowe Otwarte Mistrzostwa Europy. Kobiety. Podsumowanie medalowe. (stan na: 27 czerwca 2013, edycje 1..6) | Drużynowe Otwarte Mistrzostwa Europy. Kobiety. Podsumowanie medalowe. (stan na: 27 czerwca 2013, edycje 1..6) | Drużynowe Otwarte Mistrzostwa Europy. Kobiety. Podsumowanie medalowe. (stan na: 27 czerwca 2013, edycje 1..6) |
| F | Kraj | Złotych | Srebrnych | Brązowych | |
| --- | --- | --- | --- | --- | --- |
| Anglia | Anglia | _00_02_00_Anglia                                                                                              | 2 | | |
| Austria | Austria | _00_00_01_Austria                                                                                             | | 1 | |
| | Chiny | 1 | | | |
| Chorwacja | Chorwacja | _00_00_01_Chorwacja                                                                                           | | 1 | |
| Dania | Dania | _00_00_01_Dania                                                                                               | | 1 | |
| Francja | Francja | 1 | | 1 | |
| Holandia | Holandia | 1 | 3 | 2 | |
| Izrael | Izrael | _00_01_00_Izrael                                                                                              | 1 | | |
| Niemcy | Niemcy | _00_01_01_Niemcy                                                                                              | 1 | 1 | |
| Polska | Polska | _00_00_01_Polska                                                                                              | | 1 | |
| Rosja | Rosja | _00_00_01_Rosja                                                                                               | | 1 | |
| Szkocja | Szkocja | _00_00_01_Szkocja                                                                                             | | 1 | |
| Szwecja | Szwecja | _00_00_01_Szwecja                                                                                             | | 1 | |
| Turcja | Turcja | 1 | | | |
| Stany Zjednoczone                                                                                             | USA | _00_00_02_USA                                                                                                 | | 2 | |
| Włochy | Włochy | 2 | 1 | 1 | |
| Razem | Razem | 6 | 8 | 14 | |

## Wyniki (medalowe) poszczególnych zawodów
| Otwarte Mistrzostwa Europy. Teamy. Kategoria Kobiet. | Otwarte Mistrzostwa Europy. Teamy. Kategoria Kobiet. | Otwarte Mistrzostwa Europy. Teamy. Kategoria Kobiet.                                                                           |
| Lp                                                   | M                                                    | Zespół i skład |
| ---------------------------------------------------- | ---------------------------------------------------- | --- |
| 6:                                                   | 2013, 06-15..29, Ostenda, (Belgia), 25 zespołów      | 2013, 06-15..29, Ostenda, (Belgia), 25 zespołów                                                                                |
| 6:                                                   | 1                                                    | China 1: Feng Xuefeng, Wang Wenfei, Wang Liping, Zhang Yu                                                                      |
| 6:                                                   | 2                                                    | Italia 1: Caterina Ferlazzo, Gabriella Manara, Simonetta Paoluzi, Annalisa Rosetta, Ilaria Saccavini, Marilina Vanuzzi         |
| 6:                                                   | 3                                                    | Dutch Women: Carla Arnolds, Jet Pasman, Anneke Simons, Wietske van Zwol                                                        |
| 5:                                                   | 2011, 06-17..07-02, Poznań, (Polska), 24 zespołów    | 2011, 06-17..07-02, Poznań, (Polska), 24 zespołów                                                                              |
| 5:                                                   | 1                                                    | Kapadokya: Mine Babac, Lale Gumrukcuoglu, Serap Kuranoglu, Dilek Yavas                                                         |
| 5:                                                   | 2                                                    | Netherlands Women 1:Carla Arnolds, Laura Dekkers, Marion Michielsen, Jet Pasman, Anneke Simons, Bep Vriend                     |
| 5:                                                   | 3                                                    | Cronier: Véronique Bessis, Bénédicte Cronier, Catherine d'Ovidio, Sylvie Willard, Jovanka Smederevac, Nikica Sver              |
| 4:                                                   | 2009, 06-12..27, San Remo, (Włochy), 23 zespołów     | 2009, 06-12..27, San Remo, (Włochy), 23 zespołów                                                                               |
| 4:                                                   | 1                                                    | CBS Milano: Gloria Colombo Brugnoni, Luigina Gentili, Mietta Preve, Annalisa Rosetta, Maddalena Severgnini, Marilina Vanuzzi   |
| 4:                                                   | 2                                                    | Dutch Blue: Claudia van der Salm, Martine Verbeek, Anke Wijma, Wietske van Zwol                                                |
| 4:                                                   | 3                                                    | F.I.G.B. Ladies: Gianna Arrigoni, Caterina Ferlazzo, Gabriella Manara, Gabriella Olivieri, Simonetta Paoluzi, Ilaria Saccavini |
| 4:                                                   | 3                                                    | Joel: Daniela von Arnim, Sabine Auken, Geeske Joel, Debbie Rosenberg, Janice Seamon-Molson, Tobi Sokolow                       |
| 3:                                                   | 2007, 06-15..30, Antalya, (Turcja), 20 zespołów      | 2007, 06-15..30, Antalya, (Turcja), 20 zespołów                                                                                |
| 3:                                                   | 1                                                    | Nl Women1: Carla Arnolds, Marion Michielsen, Jet Pasman, Anneke Simons, Bep Vriend, Meike Wortel                               |
| 3:                                                   | 2                                                    | Penfold: Heather Dhondy, Sandra Penfold, Nevena Senior, Nicola Smith, Matiłda Popliłow                                         |
| 3:                                                   | 3                                                    | Denmark: Stense Farholt, Anita Jensen, Maria Marit Rahelt, Helle Rasmussen                                                     |
| 3:                                                   | 3                                                    | Poland: Grażyna Brewiak, Ewa Harasimowicz, Anna Sarniak, Małgorzata Pasternak                                                  |
| 2:                                                   | 2003, 06-16..07-02, Arona, (Hiszpania), 21 zespołów  | 2003, 06-16..07-02, Arona, (Hiszpania), 21 zespołów                                                                            |
| 2:                                                   | 1                                                    | d'Ovidio: Bénédicte Cronier, Danièle Gaviard, Catherine Saul, Sylvie Willard                                                   |
| 2:                                                   | 2                                                    | Weber: Sally Brock, Margaret James - Courtney, Ingrid Gromann, Elke Weber                                                      |
| 2:                                                   | 3                                                    | Pasman: Femke Hoogweg, Jet Pasman, Anneke Simons, Wietske van Zwol                                                             |
| 2:                                                   | 3                                                    | USA/Russia: Wiktorija Gromowa, Tatjana Ponomariowa, Marinesa Letizia, Janice Seamon-Molson, Tobi Sokolow, Carlyn Steiner       |
| 1:                                                   | 2003, 06-14..28, Mentona, (Francja), 24 zespołów     | 2003, 06-14..28, Mentona, (Francja), 24 zespołów                                                                               |
| 1:                                                   | 1                                                    | FIGB Mosca: Monica Buratti, Emanuela Capriata, Caterina Ferlazzo, Darinka Forti, Cristina Golin, Gabriella Manara              |
| 1:                                                   | 2                                                    | Vriend: Femke Hoogweg, Marijke van der Pas, Jet Pasman, Anneke Simons, Bep Vriend, Wietske van Zwol                            |
| 1:                                                   | 3                                                    | McGowan: Catharina Forsberg, Maria Gronkvist, Jenny Rudenstal, Marita Tenga                                                    |
| 1:                                                   | 3                                                    | Gronkvist: Suzanne Cohen, Paula Leslie, Elizabeth (Liz) McGowan, Fiona Mcquaker                                                |